# Puerto Rico az 1956. évi nyári olimpiai játékokon
Puerto Rico az ausztráliai Melbourne-ben és a svédországi Stockholmban megrendezett 1956. évi nyári olimpiai játékok egyik részt vevő nemzete volt. Az országot az olimpián 2 sportágban 10 sportoló képviselte, akik érmet nem szereztek.

## Atlétika
Férfi
| Versenyző                                                      | Versenyszám     | Előfutam | Előfutam | Negyeddöntő | Negyeddöntő | Elődöntő | Elődöntő | Döntő   | Döntő    |
| Versenyző                                                      | Versenyszám     | Idő      | Hely.    | Idő         | Hely.       | Idő      | Hely.    | Idő     | Helyezés |
| -------------------------------------------------------------- | --------------- | -------- | -------- | ----------- | ----------- | -------- | -------- | ------- | -------- |
| Iván Rodríguez                                                 | 200 m           | 21,9     | 2.       | 21,9        | 5.          | kiesett  | kiesett  | kiesett | kiesett  |
| Iván Rodríguez                                                 | 400 m           | 48,8     | 3.       | 47,5        | 3.          | 47,7     | 6.       | kiesett | kiesett  |
| Francisco Rivera                                               | 800 m           | 1:56,4   | 6.       |             | kiesett     | kiesett  | kiesett  | kiesett |          |
| Ovidio de Jesús                                                | 400 m gát       | 54,0     | 4.       |             | kiesett     | kiesett  | kiesett  | kiesett |          |
| Amadeo Francis                                                 | 400 m gát       | 54,3     | 3.       |             | kiesett     | kiesett  | kiesett  | kiesett |          |
| Ovidio de Jesús Ismael Delgado Francisco Rivera Iván Rodríguez | 4 × 400 m váltó | 3:13,8   | 5.       |             | kiesett     | kiesett  |          |         |          |

| Versenyző       | Versenyszám   | Selejtező | Selejtező | Döntő    | Döntő    |
| Versenyző       | Versenyszám   | Eredmény  | Helyezés  | Eredmény | Helyezés |
| --------------- | ------------- | --------- | --------- | -------- | -------- |
| Rolando Cruz    | Rúdugrás      | 400 cm    | 16.       | kiesett  | kiesett  |
| Reinaldo Oliver | Gerelyhajítás | 63,68 m   | 19.       | kiesett  | kiesett  |

## Sportlövészet
Férfi
| Versenyző         | Versenyszám          | Döntő | Döntő    |
| Versenyző         | Versenyszám          | Pont  | Helyezés |
| ----------------- | -------------------- | ----- | -------- |
| Miguel Emmanuelli | Gyorstüzelő pisztoly | 563   | 14.      |
| Fernando Jiménez  | Trap                 | 126   | 31.      |
| Federico Valle    | Trap                 | 147   | 26.      |